# Ulica Turystyczna w Lublinie
Ulica Turystyczna w Lublinie – arteria komunikacyjna w Lublinie łącząca skrzyżowanie ulic: ul. Mełgiewskiej i Grafa z drogą w kierunku Łęcznej. Ma swój początek w trójstyku dzielnic Kalinowszczyzna, Tatary i Hajdów-Zadębie; przebiega zaś do końca w Tatarach i Hajdowie-Zadębiu, a następnie prowadzi do wsi Wólka i Osiedla Borek. Ma długość 3 km i biegnie wzdłuż głównej rzeki Lublina, Bystrzycy. Jest częścią drogi krajowej nr 82, prowadzącej do Włodawy.
Ulica Turystyczna ma przede wszystkim handlowo-usługowy charakter. Można przy niej znaleźć hipermarket E.Leclerc, salon Forda, a także instytucje takie, jak Zarząd Dróg Wojewódzkich. Na początku biegu ulicy znajduje się też zabytkowa Karczma „Budzyń”. Przez ulicę Turystyczną przebiega trasa kolejowa; bezpośrednio przy ich skrzyżowaniu w 2013 roku otwarto przystanek Lublin Zadębie.

## Komunikacja miejska
Ulicą kursują następujące linie autobusowe MPK Lublin:
- całość ulicy: 2 (koniec trasy w Osiedlu Borek), 22 (koniec trasy w Pliszczyn/Zawieprzyce)[2]
- od początku do pętli przy ul. Zimnej: 57[3]